# Чапаевский район (Рязанская область)
Чапаевский район — территориально-административная единица РСФСР в составе Московской области c 1935 года по 1946 год и Рязанской области c 1946 по 1959.

## История
Чапаевский район был образован в 1935 году в составе Московской области с центром в с. Гагарино.
В состав района вошли следующие сельсоветы:
- из Горловского района: Александровский, Волшутинский, Жмуровский, Красновский, Лужковский, Напольно-Высельский, Подобреевский, Покровский, Половневский, Собакинский, Чуриковский
- из Михайловского района: Березовский, Внуковский, Волосовский, Голдинский, Грязновский, Иваньковский, Киндяковский, Киркинский, Малинковский, Мало-Дорогинский, Новодеревенский, Огибаловский, Ольховецкий, Павелковский, Поздновский, Покровский, Самарский, Федоровский, Чесменский.

20 апреля 1935 года из Михайловского района в Чапаевский были переданы Печерниковский и Фирюлевский с/с. 27 октября 1935 года из Пронского района в Чапаевский был передан Роговский с/с, а 26 мая 1936 года — Саларвеский с/с.
После разделения в 1937 году Московской области на Тульскую, Рязанскую и Московскую области вошёл в состав Рязанской области.
20 декабря 1942 район был передан в состав Московской области в прежнем составе (кроме Печерниковского, Собакинского и Фирюлевского с/с), но уже 10 июня 1946 года он вновь вошёл в состав Рязанской. Центром района в это время стало с. Грязное.
В июне 1959 года район был упразднён, а его территория была передана в состав Михайловского района.